# Anopheles walravensi
Anopheles walravensi este o specie de țânțari din genul Anopheles, descrisă de Edwards în anul 1930. Conform Catalogue of Life specia Anopheles walravensi nu are subspecii cunoscute.